# Swingout
O swingout é um passo de dança básico que define o estilo Lindy-hop.

## História
O swingout evoluiu do breakaway, que por sua vez evoluiu do Texas Tommy. A primeira menção documentada do padrão swingout que se assemelha ao breakaway foi em 1911, para descrever um show "Texas Tommy Swing" feito no Fairmont Hotel em San Francisco. Suas variantes são usadas em Jive, East Coast Swing, West Coast Swing e Modern Jive.